# 双耳丽鱼属
雙耳麗魚屬，是條鰭魚綱䲁形目麗魚科下的一個屬。

## 分類
本屬屬於珠母麗魚亞科，目前被認可的種如下：
- 眼帶雙耳麗魚 Biotodoma cupido
- 韋氏雙耳麗魚 Biotodoma wavrini